# Maria Cristina de Borbó i de Borbó-Dues Sicílies
Maria Cristina Isabel de Borbó i de Borbó-Dues Sicílies (Madrid, 5 de juny de 1833–19 de gener de 1902) va ser una infanta d'Espanya.

## Biografia

### Primers anys
Va néixer al Palau Reial de Madrid el 5 de juny de 1833, filla de l'infant Francesc de Paula de Borbó i de la princesa Lluïsa Carlota de Borbó-Dues Sicílies i neta de Carles IV d'Espanya. Li va correspondre el títol d'infanta pel decret de 28 de novembre de 1823 del seu oncle, Ferran VII, publicat abans del seu naixement.
Va ser educada entre París i Madrid a causa de l'agitada dels seus pares, tot i que hom afirma que tenia limitacions en la capacitat intel·lectual, fins al punt de ser coneguda com la «infanta babaua» en els cercles socials. Durant els primers anys, va restar vivint a la cort de la seva cunyada, Isabel II, fins al seu casament.

### Matrimoni i exili
El 1860 va casar-se amb l'infant Sebastià Gabriel, un partidari del carlisme retornat a Espanya aquell mateix any després de reconèixer la legitimitat de la reina, probablement cansat del desterrament i la poca rellevància que tenia el moviment en aquell moment. La boda es va dur a terme a Palau el 19 de novembre. Maria Cristina es va convertir en la segona muller de l'infant, amb el qual va tenir cinc fills, alguns dels quals van ser fundadors de cases ducals, reconegudes després com a prínceps de la Casa de Borbó pel pretendent carlí Alfons Carles de Borbó. No obstant això, cap d'ells va rebre la categoria d'infants d'Espanya.
Ja casada, va residir a un palauet del carrer d'Alcalá, a més de passar també temporades al palau de San Juan, al lloc del Buen Retiro. El 1868, arran de la caiguda de la monarquia, es van exiliar a Pau. A partir d'aquest moment, i fins a principis de segle xx, la infanta i, més tard, el seu fill Alfons, van començar a vendre la col·lecció d'art de l'infant Sebastià en diverses subhastes, tot i que algunes van ser incorporades al Museu del Prado.

### Darrers anys
Va quedar vídua el 1875, i amb la restauració de la monarquia en la persona d'Alfons XII, va tornar a Espanya amb els seus fills, els quals van quedar sota la tutela del rei a causa de la limitació intel·lectual de la infanta. Instal·lada en un palauet al carrer de Ferraz, la infanta va ser assídua de les cerimònies del Palau Reial i de festes a les mansions aristocràtiques de Madrid. Finalment, va morir a la seva residència de Madrid el 19 de gener de 1902, i va ser enterrada al Panteó dels Infants del monestir d'El Escorial.

## Descendència
Del matrimoni amb Sebastià Gabriel de Borbó van néixer els següents fills:
- Francesc Maria de Borbó, duc de Marchena (Madrid, 1861-Neuilly-sur-Seine, 1923)
- Pere d'Alcàntara de Borbó, duc de Dúrcal (Madrid, 1862-París, 1892)
- Lluís Jesús de Borbó, duc d'Ansola (Madrid, 1864-Alger, 1889)
- Alfons Maria de Borbó (Madrid, 1866-1934)
- Gabriel de Borbó (Pau, 1869-Madrid, 1889)

## Activitat artística
Segons Luis Ballesteros, la infanta Maria Cristina va conrear la pintura: va participar en l'Exposició de Liceo Artístico y Literario, celebrada a Madrid el 1846, on va presentar Uns gerros de flors fets amb la tècnica de l'aiguada, i també va prendre part el 1858 a l'acte de la Sociedad Económica de Amigos del País de Jerez de la Frontera, on va presentar un quadre a l'oli, però que no va poder ser premiada, perquè els guardons estaven reservats als naturals de la província, i només li pogué atorgar el títol de sòcia de mèrit de l'entitat.

## Distincions

### Tractaments
- Sa Altesa Reial la Sereníssima Senyora Infanta Maria Cristina de Borbó[8]

### Ordes
- Dama de l'Orde de les Dames Nobles de la Reina Maria Lluïsa (des de 13 juny 1833)[9]